# Wahlkreis Cowdenbeath
| Cowdenbeath                         |
| Cowdenbeath · Mid Scotland and Fife |
| Gebildet                            |
| 2011                                |
| Abgeordnete                         |
| Annabelle Ewing (SNP)               |
| Region                              |
| Fife                                |

Cowdenbeath ist ein Wahlkreis für das Schottische Parlament. Er wurde 2011 im Zuge der Revision der Wahlkreise als einer von neun Wahlkreisen der Wahlregion Mid Scotland and Fife neu geschaffen. Die Gebiete lagen zuvor weitgehend innerhalb des ehemaligen Wahlkreises Dunfermline East. Cowdenbeath umfasst Teile der Council Area Fife mit den Städten Cowdenbeath, Dalgety Bay und Rosyth. Der Wahlkreis entsendet einen Abgeordneten.
Der Wahlkreis erstreckt sich über eine Fläche von 140,4 km2. Im Jahre 2020 lebten 72.302 Personen innerhalb seiner Grenzen.

## Wahlergebnisse

### Parlamentswahl 2011
| Ergebnisse der Parlamentswahl 2011 | Ergebnisse der Parlamentswahl 2011 | Ergebnisse der Parlamentswahl 2011 | Ergebnisse der Parlamentswahl 2011 |
| Partei                             | Kandidat                           | Stimmen                            | %                                  |
| ---------------------------------- | ---------------------------------- | ---------------------------------- | ---------------------------------- |
| Labour                             | Helen Eadie                        | 11.926                             | 46,5                               |
| SNP                                | Ian Chisholm                       | 10.679                             | 41,6                               |
| Conservative                       | Belinda Don                        | 1792                               | 7,0                                |
| Liberal Democrats                  | Keith Legg                         | 997                                | 3,9                                |
| Land Party                         | Mick Heenan                        | 276                                | 1,1                                |
| Wahlbeteiligung: 25.747 (47,43 %)  |                                    |                                    |                                    |

### Nachwahlen 2014
Mit dem Ableben von Helen Eadie wurden im Wahlkreis Cowdenbeath Nachwahlen erforderlich, die am 24. Januar 2014 abgehalten wurden.
| Ergebnisse der Nachwahlen 2014    | Ergebnisse der Nachwahlen 2014 | Ergebnisse der Nachwahlen 2014 | Ergebnisse der Nachwahlen 2014 | Ergebnisse der Nachwahlen 2014 |
| Partei                            | Kandidat                       | Stimmen                        | %                              | ±                              |
| --------------------------------- | ------------------------------ | ------------------------------ | ------------------------------ | ------------------------------ |
| Labour                            | Alex Rowley                    | 11.192                         | 55,8                           | +9,3                           |
| SNP                               | Natalie McGarry                | 5704                           | 28,4                           | −13,2                          |
| Conservative                      | Dave Dempsey                   | 1893                           | 9,4                            | +2,4                           |
| UKIP                              | Denise Baykal                  | 610                            | 3,0                            | +3,0                           |
| Liberal Democrats                 | Jade Holden                    | 425                            | 2,1                            | −1,8                           |
| Victims Final Right               | Stuart Graham                  | 187                            | 0,9                            | +0,9                           |
| SDA                               | James Trolland                 | 51                             | 0,3                            | +0,3                           |
| Wahlbeteiligung: 20.062 (34,78 %) |                                |                                |                                |                                |

### Parlamentswahl 2016
| Ergebnisse der Parlamentswahl 2016 | Ergebnisse der Parlamentswahl 2016 | Ergebnisse der Parlamentswahl 2016 | Ergebnisse der Parlamentswahl 2016 | Ergebnisse der Parlamentswahl 2016 |
| Partei                             | Kandidat                           | Stimmen                            | %                                  | ±                                  |
| ---------------------------------- | ---------------------------------- | ---------------------------------- | ---------------------------------- | ---------------------------------- |
| SNP                                | Annabelle Ewing                    | 13.715                             | 46,1                               | +4,5                               |
| Labour                             | Alex Rowley                        | 10.674                             | 35,9                               | −10,6                              |
| Conservative                       | Dave Dempsey                       | 4.251                              | 14,3                               | +7,3                               |
| Liberal Democrats                  | Bryn Jones                         | 1.904                              | 3,7                                | −0,2                               |
| Wahlbeteiligung: 29.857 (54,7 %)   |                                    |                                    |                                    |                                    |

### Parlamentswahl 2021
| Ergebnisse der Parlamentswahl 2021 | Ergebnisse der Parlamentswahl 2021 | Ergebnisse der Parlamentswahl 2021 | Ergebnisse der Parlamentswahl 2021 | Ergebnisse der Parlamentswahl 2021 |
| Partei                             | Kandidat                           | Stimmen                            | %                                  | ±                                  |
| ---------------------------------- | ---------------------------------- | ---------------------------------- | ---------------------------------- | ---------------------------------- |
| SNP                                | Annabelle Ewing                    | 16.499                             | 48,3                               | +2,2                               |
| Labour                             | Alex Rowley                        | 10.486                             | 30,7                               | −5,2                               |
| Conservative                       | Darren Watt                        | 4.758                              | 13,9                               | −0,4                               |
| Green                              | Mags Hall                          | 1.344                              | 3,9                                | +3,9                               |
| Liberal Democrats                  | Malcolm Wood                       | 1.088                              | 3,2                                | −0,5                               |
| Wahlbeteiligung: 61 %              |                                    |                                    |                                    |                                    |